# 天祖神社 (葛飾区堀切)
天祖神社（てんそじんじゃ）は、東京都葛飾区堀切にある神社。地名を冠して、堀切天祖神社（ほりきりてんそじんじゃ）とも。

## 歴史
1165年（永万元年）または1560年（永禄3年）に創建された。当地は伊勢神宮の荘園「葛西御厨」だったことから、伊勢神宮より分霊を勧請したものである。
堀切村の鎮守であり、極楽寺が別当寺であった。
境内社として八幡宮、稲荷社、天神社がある。

## 交通アクセス
- 堀切菖蒲園駅より徒歩4分。